# ムーンライト (列車)

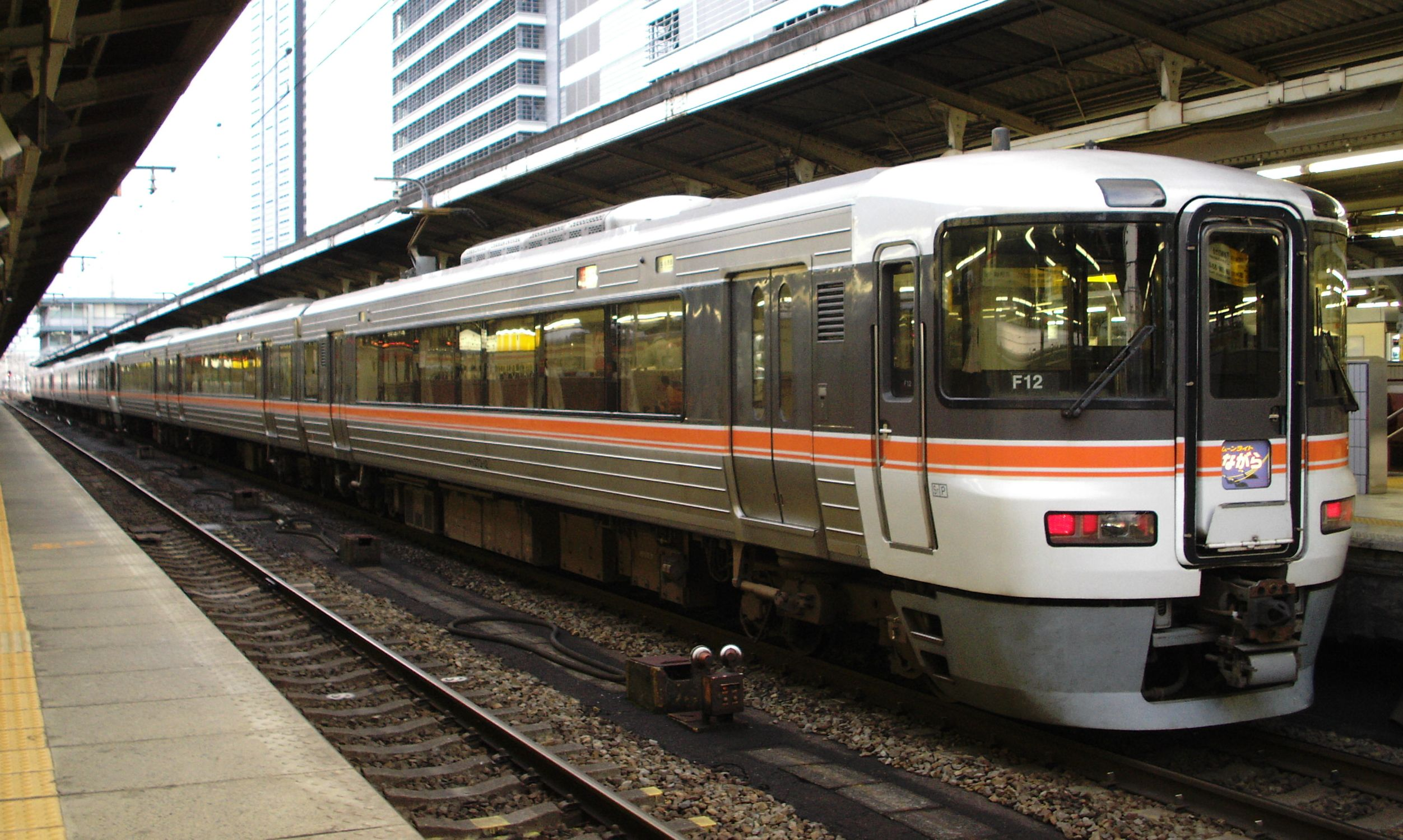
373系のムーンライトながら（運行終了）

ムーンライトは、JR各社が運行していた夜行の快速列車の愛称の総称。長距離夜行バスとの競争のため、長距離旅客に特化したサービスとして設計された。
「ムーンライト」は直訳すれば「月の光」となり、夜のイメージにつながることから夜行列車の列車愛称として適しており、様々な夜行快速にその名が与えられている。

## 前史
同じ趣旨の列車愛称を冠した列車としては、夜行急行列車「月光」があった。
- 1953年（昭和28年） - 1965年（昭和40年）運転の 夜行普通急行列車
  - 東京 - 大阪駅間を運行
  - 詳細は、銀河_(列車)#東京対大阪夜行急行列車群、東海道本線優等列車沿革を参照
- 1967年（昭和42年） - 1975年（昭和50年）運転の寝台特別急行列車（いわゆる寝台特急）
  - 新大阪 - 博多駅間（1972年より岡山 - 西鹿児島駅間）を運行
  - 詳細は、なは_(列車)#「なは」と寝台電車特急の登場および山陽本線優等列車沿革を参照

## 歴史
「ムーンライト」を初めて列車愛称に使用したのは、日本国有鉄道（国鉄）時代の1986年（昭和61年）に新宿駅 - 新潟駅間で、夜行高速バス東京 - 新潟線へ対抗するための試行として運行された団体快速列車である。この列車は好成績を収め、JRグループ発足の翌1987年からは「ムーンライト」の愛称のまま定期列車に昇格した。これは後の1996年に「ムーンライトえちご」へ改称されている。
また1988年（昭和63年）には、西日本旅客鉄道（JR西日本）が大阪駅 - 広島駅間で臨時夜行快速列車「ふるさとライナー山陽（後にムーンライト山陽に改称）」を運行開始した。その後、「ムーンライト高知」・「ムーンライト松山」・「ふるさとライナー九州（後にムーンライト九州に改称）」・「ふるさとライナー山陰（後にムーンライト八重垣に改称）」など、同社が運行する臨時夜行快速列車の愛称に「ムーンライト」を冠することが広まった。
そしてヨンサントオ改正において誕生して以降、大垣夜行と呼ばれ親しまれてきた東海道本線の東京駅 - 大垣駅間を結ぶ夜行普通列車は、1996年（平成8年）には車両の老朽化のために特急用車両へ変更し、全車両座席指定席にすることになった。しかし指定席を設けるとなると、座席予約システム「マルス」において列車を識別させるために、列車愛称が必要になった。そこで、東日本旅客鉄道（JR東日本）と西日本旅客鉄道（JR西日本）に続いて「ムーンライト」の名を与えることとし、同列車は「ムーンライトながら」となった。これに伴い、単に「ムーンライト」を称していたJR東日本運行の列車は、誤乗・誤発券防止や呼称の使用法を統一する観点から、「ムーンライトえちご」に改称した。
その後も、中央東線夜行急行「アルプス」が、不定期化・快速格下げにあたり「ムーンライト信州」となったほか、「ムーンライト仙台・ムーンライト東京」などの新列車も設定された。

### 臨時列車化と終焉
しかし、2009年3月14日のダイヤ改正にともなって、定期列車の「ムーンライトながら」・「ムーンライトえちご」が多客期のみ運行の臨時列車に格下げとなった。これによって、夜行快速「ムーンライト」はすべて臨時列車となった。近年では、1人で隣り合う2人分の指定席券を購入して占拠する行為の横行などで指定券完売で満席のはずが、実際は多くの空席を抱えたまま運行している場合が存在することが指摘されている。
臨時化後も細々と運行を続けてきたが、近年では運行期間の減少、ひいては運行休止が相次いだ。ムーンライト九州は2009（平成21）年年始に運行終了、ムーンライトえちごは2014（平成26）年春季、ムーンライト信州は2018（平成30）年年末をもってそれぞれ以降の運行がされなくなった。そして、最後まで残ったムーンライトながらも2020（令和2）年春季の運行を最後にそれ以降は運行休止となり、2021年1月22日に廃止が発表された。これにより、「ムーンライト」を冠する列車は事実上全廃となった。

## 列車の一覧
- ムーンライトながら （東京駅 - 大垣駅）
- ムーンライトながら91号・92号 （東京駅・品川駅 - 大垣駅）
- ムーンライト仙台 （東京駅 → 仙台駅: 下り）
- ムーンライト東京 （仙台駅 → 東京駅: 上り）
- ムーンライト松島 （上野駅 → 仙台駅: 下り）
- ムーンライト横浜 （山形駅 → 大船駅: 上り）
- ムーンライト山陽（ふるさとライナー山陽） （京都駅 - 広島駅・下関駅）
- ムーンライト八重垣（ふるさとライナー山陰） （京都駅・大阪駅 - 出雲市駅）
- ムーンライト高知 （京都駅・大阪駅 - 高知駅）
- ムーンライト松山 （京都駅・大阪駅 - 松山駅）
- ムーンライト九州 （ふるさとライナー九州）（京都駅・新大阪駅 - 博多駅・熊本駅）
- ムーンライトえちご （新宿駅 - 新潟駅・村上駅・新井駅）
- ムーンライト信州 （新宿駅 - 信濃大町駅・白馬駅）

## ギャラリー

ムーンライトえちご
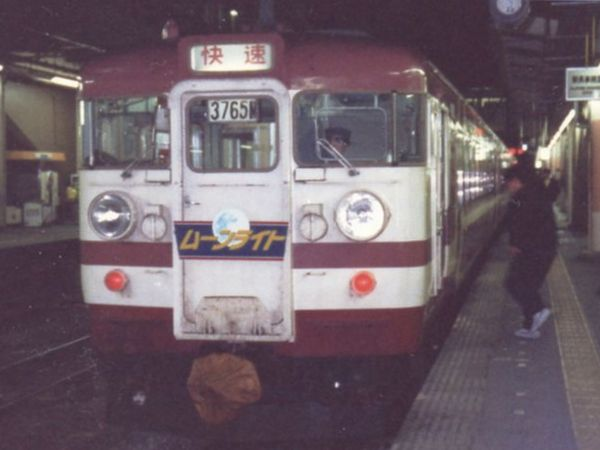
運用開始当初の165系のムーンライト
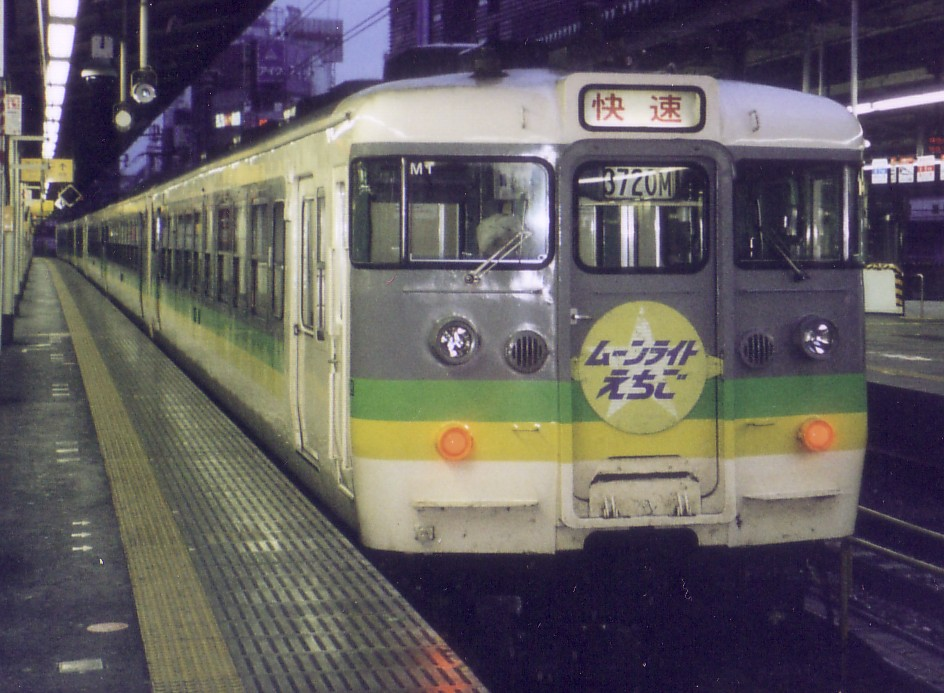
165系のムーンライトえちご
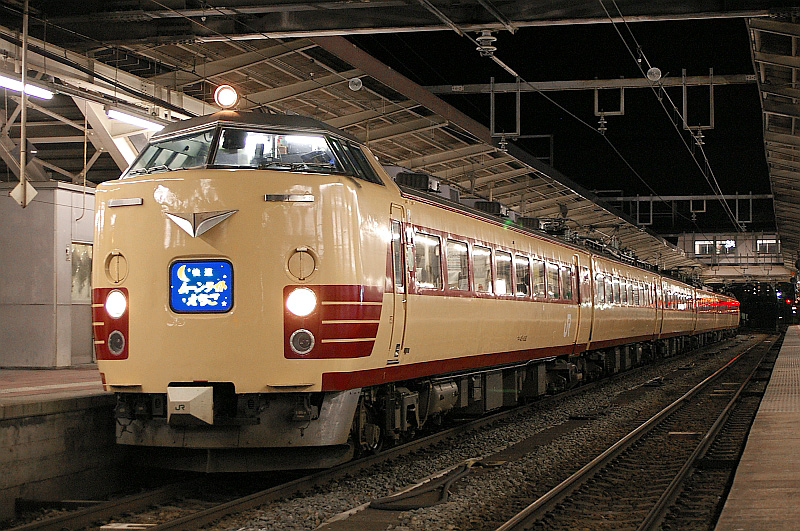
485系のムーンライトえちご（定期列車）
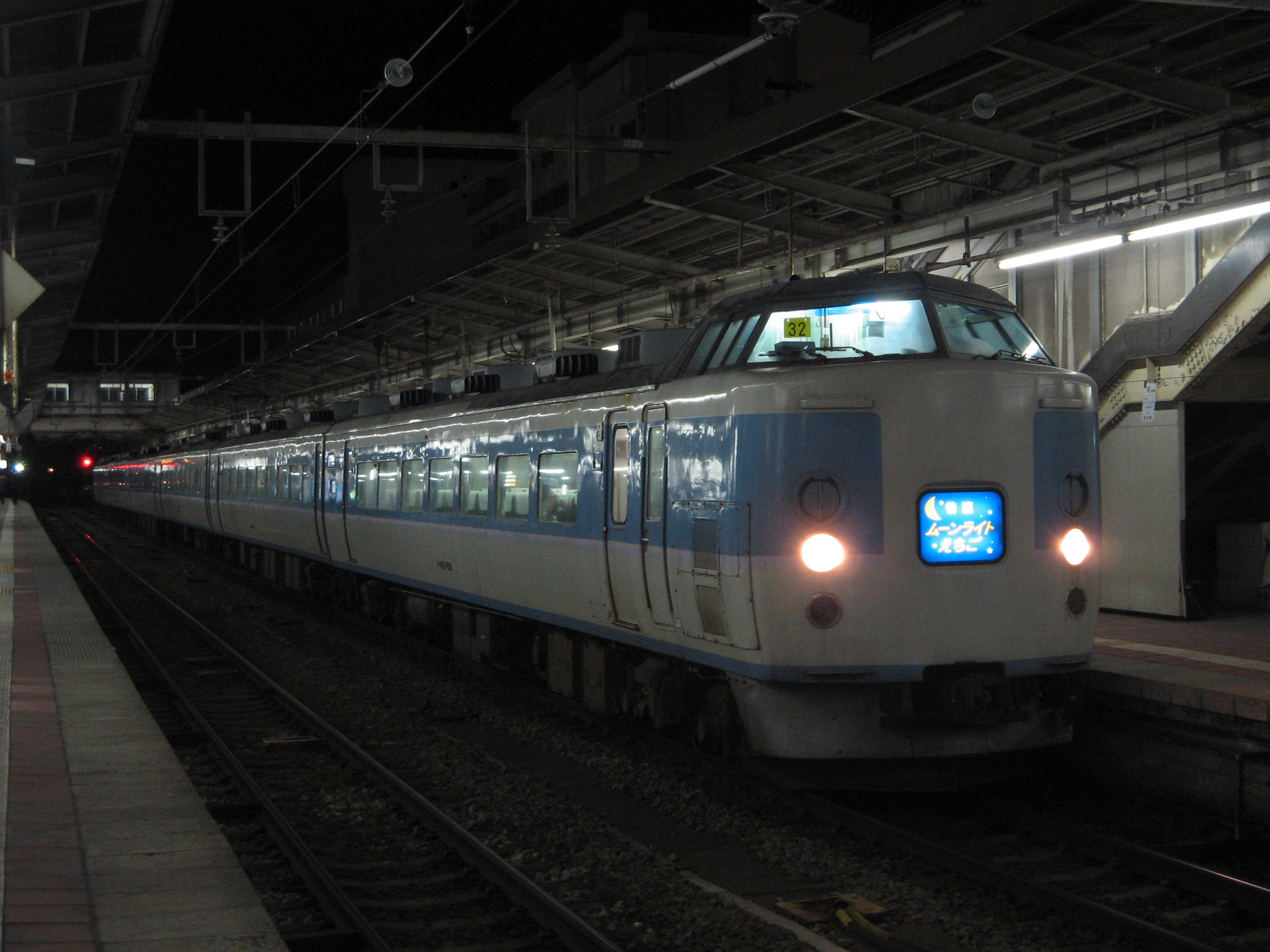
183系のムーンライトえちご（臨時列車）

ムーンライトながら
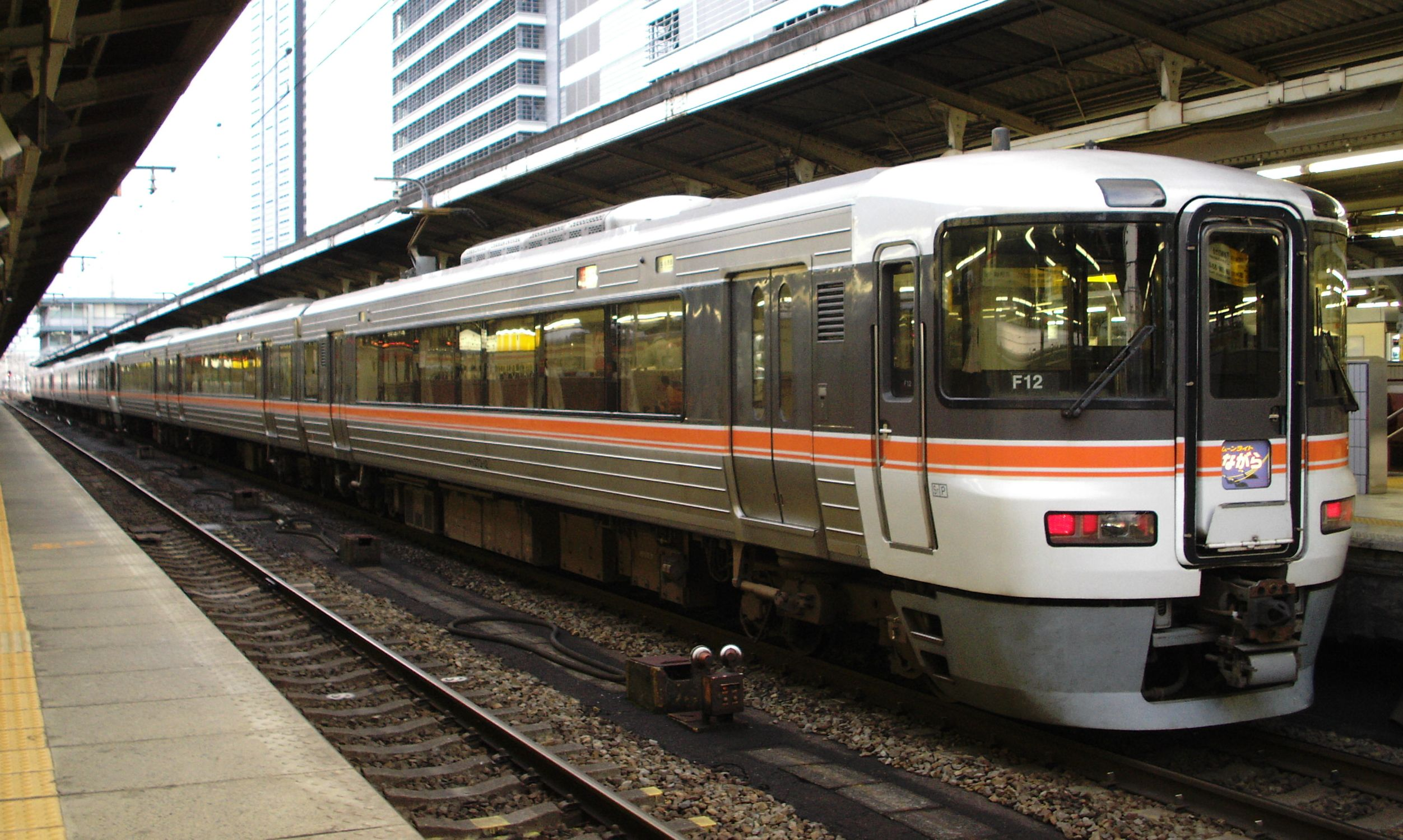
373系のムーンライトながら（定期列車）
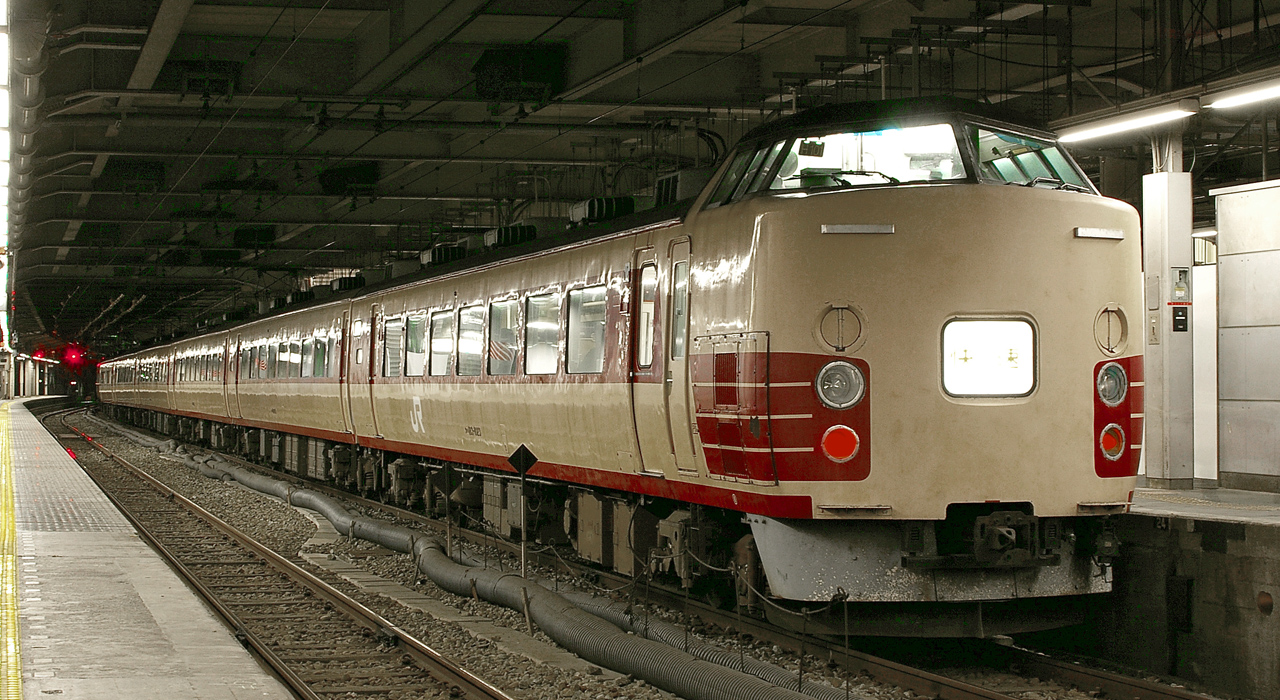
183・189系のムーンライトながら91・92号（臨時列車）
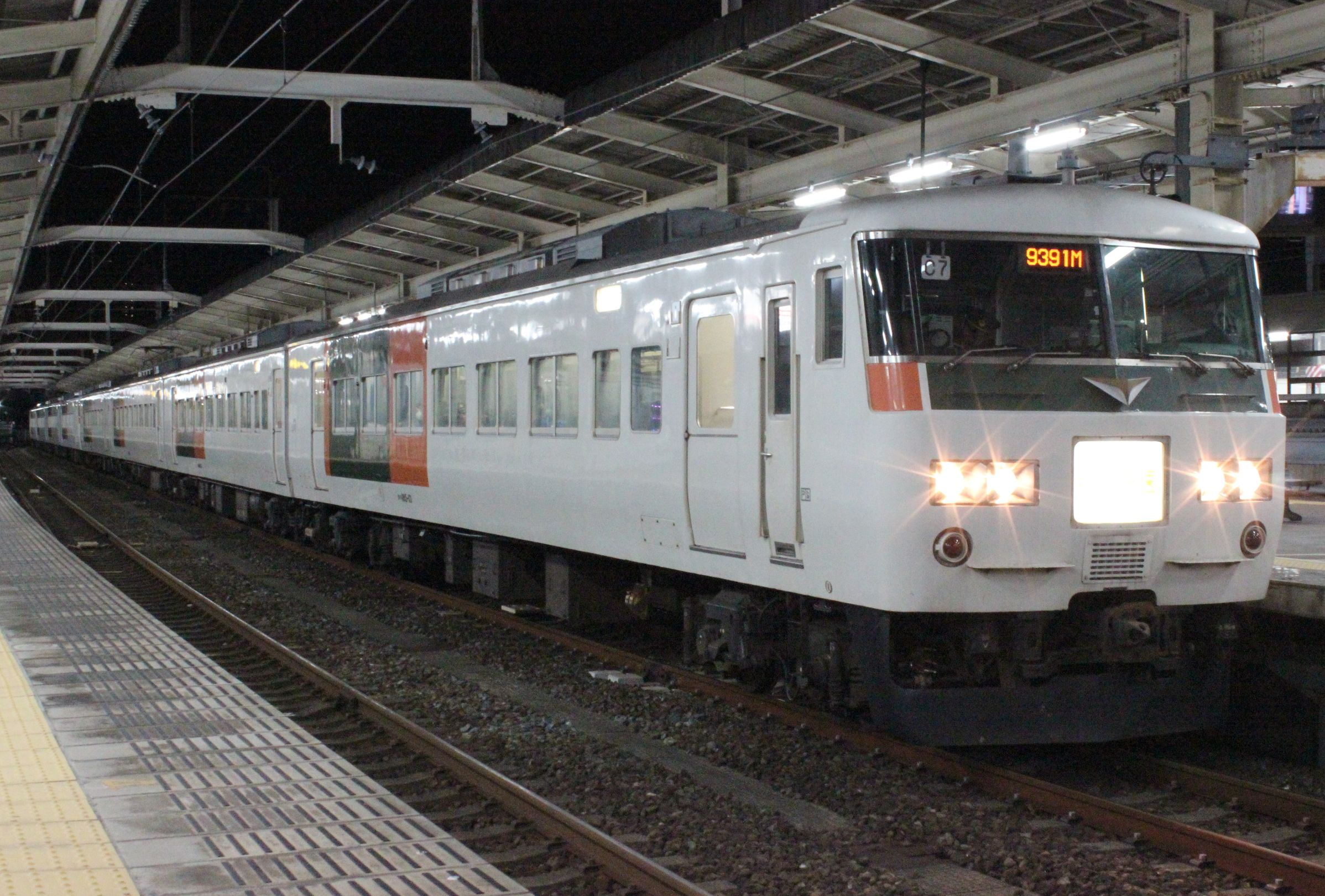
185系のムーンライトながら（臨時列車）

ムーンライト信州
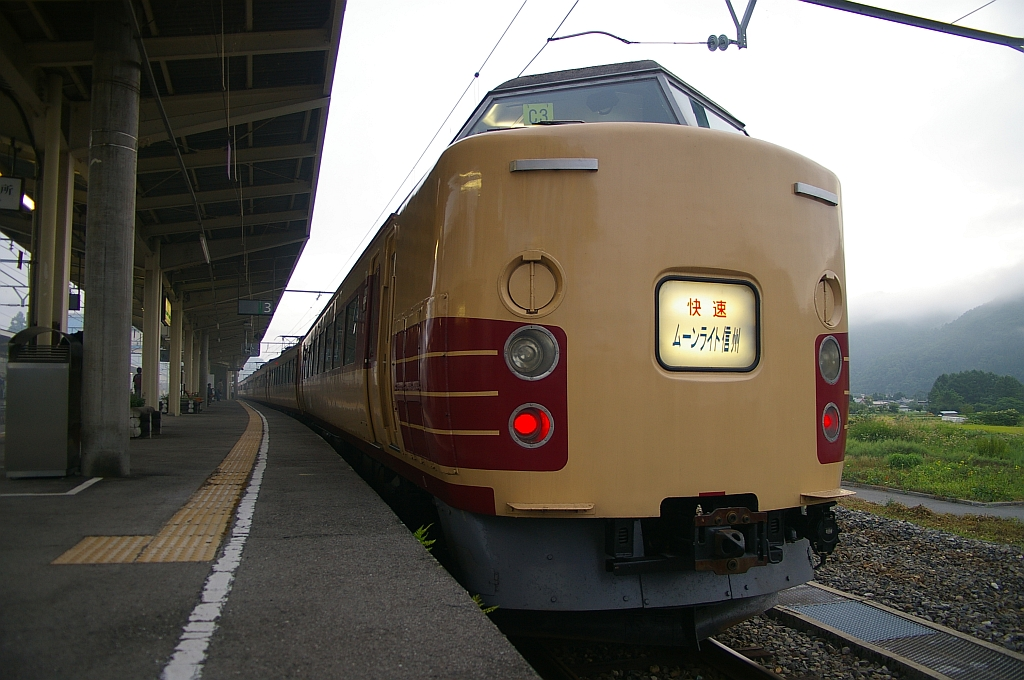
ムーンライト信州（夏期）
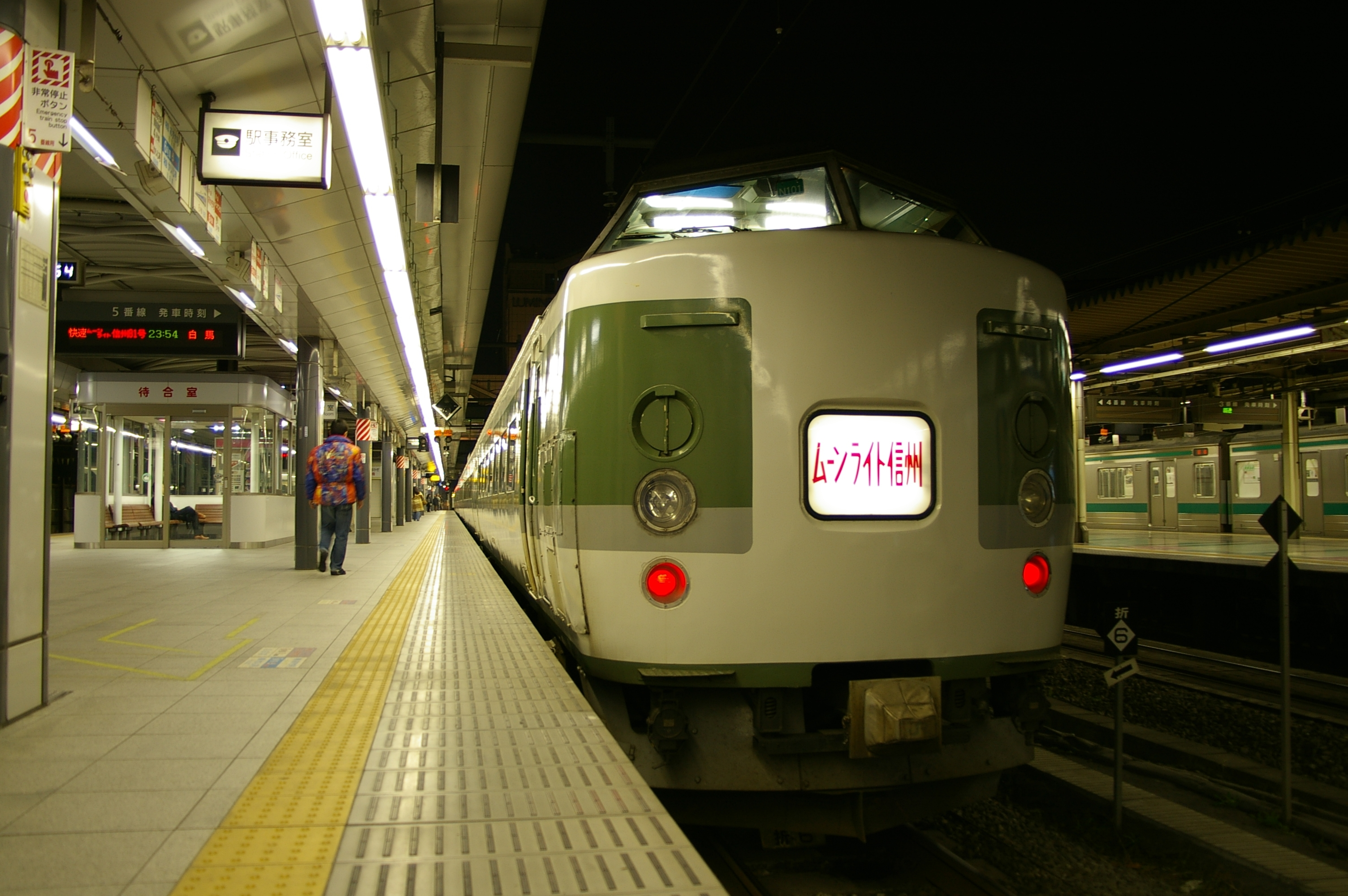
ムーンライト信州（冬期）

その他のムーンライト
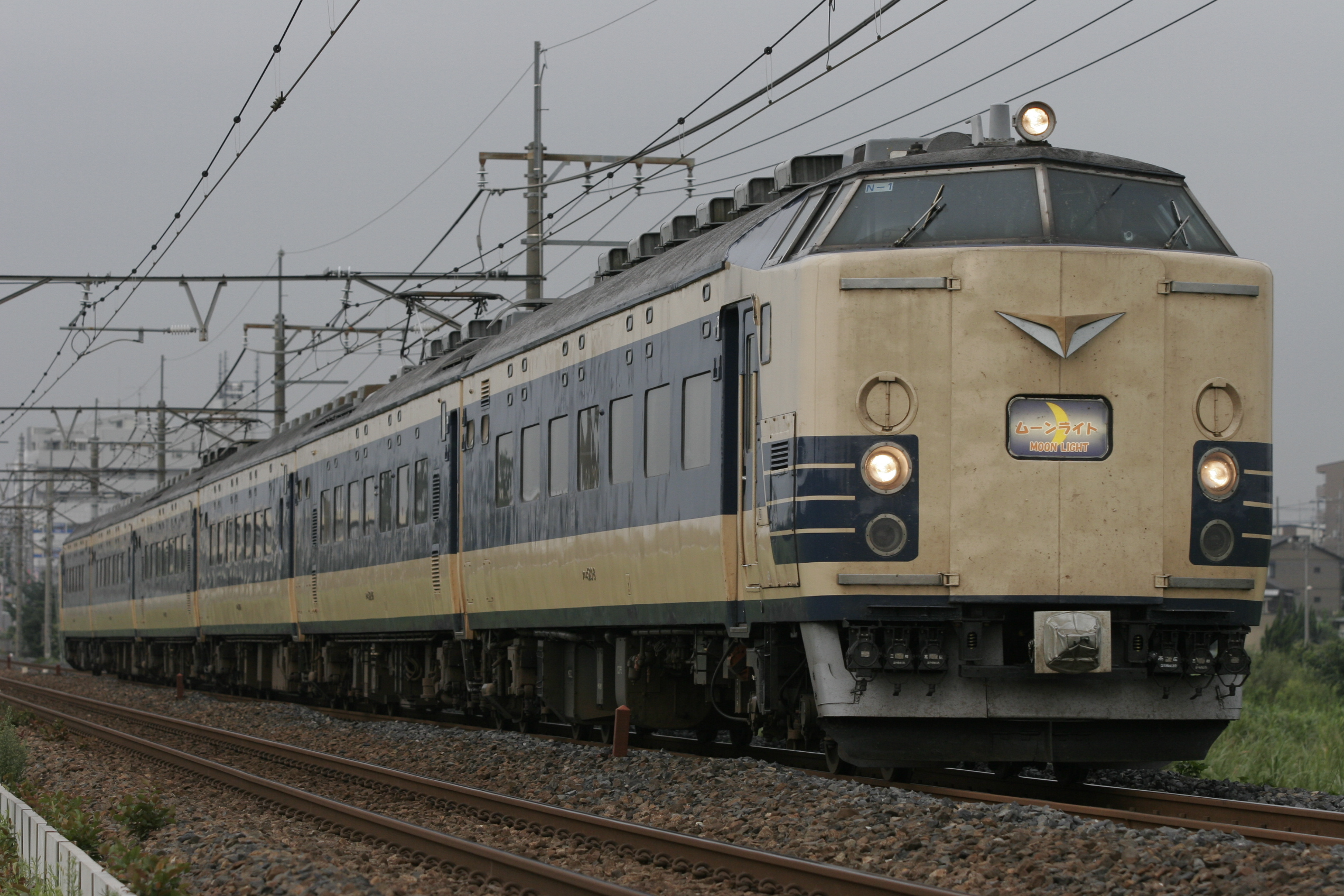
ムーンライト東京
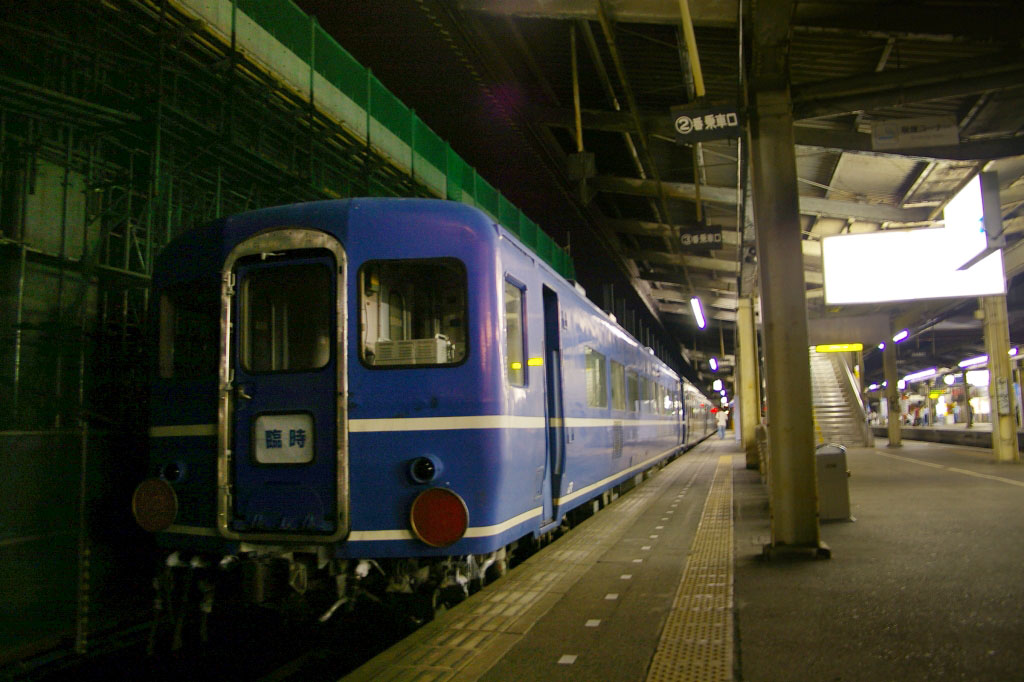
ムーンライト高知
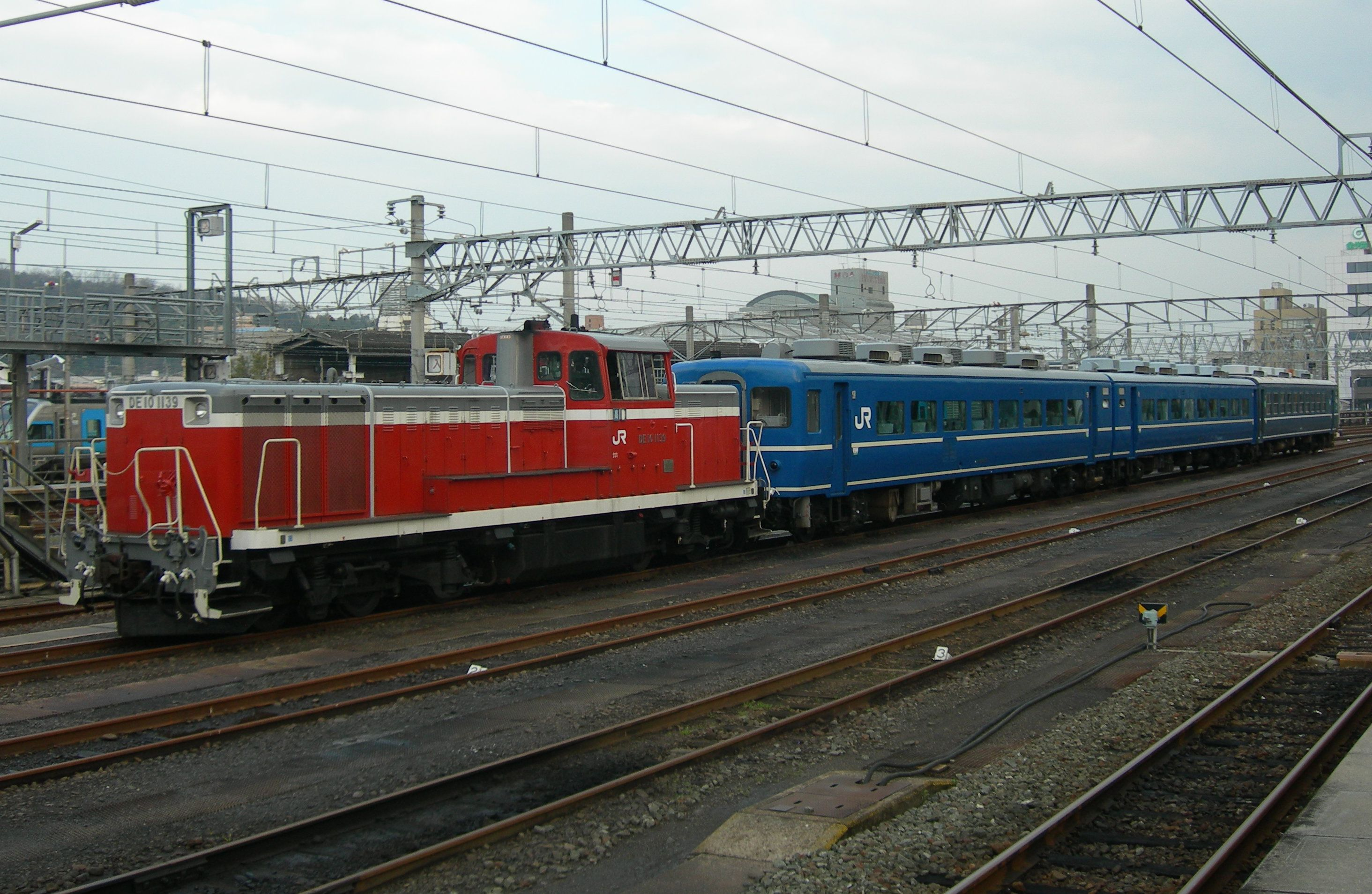
ムーンライト松山
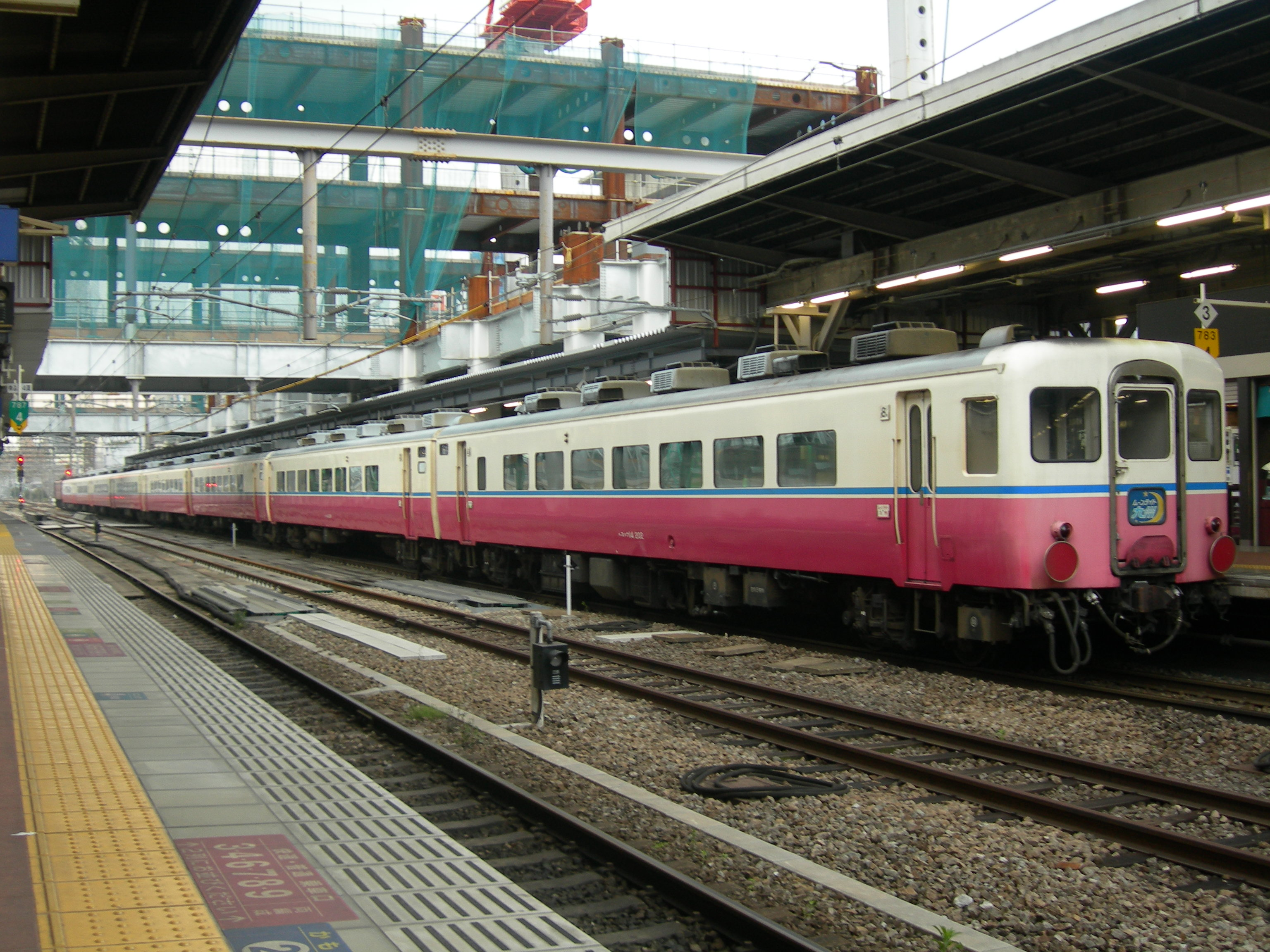
ムーンライト九州